# Onze-Lieve-Vrouw-van-Zeven-Weeënkerk (Schoonaarde)
Onze-Lieve-Vrouw van Zeven Weeën en Sint-Jozef is de kerk van het Belgisch dorp Schoonaarde. Deze kerk is sinds 2003 een beschermd monument.
Er bestond te Schoonaarde reeds een kapel in het begin van de 15e eeuw, toegewijd aan Onze-Lieve-Vrouw der Zeven Weeën.
De huidige bakstenen kerk dateert uit 1830. Het werd opgetrokken in neoclassicistische stijl naar een ontwerp van de Dendermondse architect J. Beeckman.. Het bestaat uit drie beuken onder een zadeldak. Het koor met het eikenhouten koorgestoelte, de sacristie en de oostelijke toren werden gebouwd in 1857, zoals blijkt uit een gedenksteen aan de buitenmuur van de sacristie. De bovenste verdieping van de toren werd in 1964 afgebroken wegens instortingsgevaar en werd niet herbouwd. Het duurde tot in 1980 voor de toren een nieuwe, lage spits kreeg.
De schilderij bij het hoofdaltaar is van de hand van de Aalsterse kunstschilder Jozef Meganck. De beelden in houtsnijwerk zijn van Mathias Zens en stellen het Heilg Hart van Jezus en Maria voor. Het altaar in de linkerzijbeuk is toegewijd aan de patrones van de kerk, Onze-Lieve-Vrouw van de Zeven Weeën. Het bevat een beeld van de Geraadsbergenaar Van der Beken, die ook het beeld van de H. Jozef aan het zijaltaar in de rechterzijbeuk vervaardigde. De kruisweg is van de hand van Fr. Anseele uit Gent.